# Liw (Węgrów)
Pour les articles homonymes, voir Liw.
Liw ([lif]) est un village polonais situé dans la gmina de Liw dans le powiat de Węgrów et en voïvodie de Mazovie dans le centre-est de la Pologne.
Ce village se trouve sur la rivière Liwiec à environ 5 kilomètres à l'ouest de Węgrów (chef-lieu du powiat) et à 68 kilomètres à l'est de Varsovie (capitale de la Pologne).
Le village possède une population de 920 habitants en 2006 et dispose d'un château gothique et d'une église néo-gothique.

## Histoire
De 1975 à 1998, le village appartenait administrativement à la voïvodie de Siedlce.